# Étrelles-et-la-Montbleuse
Étrelles-et-la-Montbleuse is een gemeente in het Franse departement Haute-Saône (regio Bourgogne-Franche-Comté) en telt 88 inwoners (2011). De plaats maakt deel uit van het arrondissement Vesoul.

## Geografie
De oppervlakte van Étrelles-et-la-Montbleuse bedraagt 6,3 km², de bevolkingsdichtheid is dus 14 inwoners per km².
De onderstaande kaart toont de ligging van Étrelles-et-la-Montbleuse met de belangrijkste infrastructuur en aangrenzende gemeenten.

## Demografie
Onderstaande figuur toont het verloop van het inwonertal (bron: INSEE-tellingen).

1. ↑  Populations de référence 2022.